# Filosofia analítica
La filosofia analítica és un corrent filosòfic dominant durant el segle xx, que va centrar l'atenció en la lògica matemàtica, l'anàlisi del llenguatge, i en general, la identificació amb la concepció científica de la natura.
Específicament, el terme filosofia analítica es pot referir a:
a) Un mètode de fer filosofia que es caracteritza per l'èmfasi en l'argumentació clara, sovint mitjançant l'ús de la lògica, l'estudi filosòfic del llenguatge, i el respecte per les ciències naturals.
b) Alguns desenvolupaments específics de la filosofia de principis del segle xx, com són les aportacions de Bertrand Russell, Gottlob Frege, i el positivisme lògic. En aquest sentit, la filosofia analítica té uns compromisos filòsofics específics, no tots compartits per la filosofia analítica contemporània, en particular:
- La visió positivista que no hi ha veritats específicament filosòfiques, i que l'objecte de la filosofia és la clarificació lògica del pensament; això es pot contrastar amb el fonamentisme tradicional, derivació de l'aristotelisme, que veu la filosofia com un tipus especial de ciència, la més alta, que investiga les raons fonamentals i els principis de tot.[7] Com a resultat, molts filòsofs analítics han considerat les seves investigacions com a part de les ciències naturals.[8]

- La creença que la clarificació del pensament només es pot aconseguir mitjançant l'anàlisi de la forma lògica de les proposicions filosòfiques.[9] La forma lògica d'una proposició és una manera de representar-la, normalment utilitzant un mètode formal de gramàtica i el simbolisme d'un sistema lògic, per a ressaltar la seva semblança amb altres proposicions del mateix tipus. No obstant això, els filòsofs analítics no es posen d'acord sobre la forma lògica correcta per a estudiar el llenguatge ordinari.[10]

- El refús a escombrar els sistemes filosòfics que donen més importància al detall,[11] el sentit comú, i el llenguatge ordinari.[12]

La filosofia analítica s'entén sovint en contrast amb altres tradicions filosòfiques, sobretot les filosofies continentals com l'existencialisme, la fenomenologia i el hegelianisme.